# Cipriano degli Alessandri
Cipriano degli Alessandri (Bergamo, ... – Bergamo, prima del 3 novembre 1341) è stato un vescovo cattolico italiano.

## Biografia
Gli Alessandri furono una famiglia patrizia di Bergamo, difficile conosce i dati anagrafici di Cipriano, anche se viene citato come uno dei pochi vescovi originari della città. Risulterebbe che, rimasto vedono e con un figlio, scelse la vita diaconale. Questo ci viene riportato dalle Memorie istoriche della città e Chiese di Bergamo di Giuseppe Ronchetti. Così una sua interpellanza al vescovo suo predecessore Giovanni da Scanzo, in riferimento al divieto di mantenere presso la propria residenza dicaconale i figli legittimi nati prima dello stato di vedovanza:
(Giuseppe Ronchetti)

Altri testi nomineranno questo Giovannino come nipote del vescovo di Bergamo Cipriano, come nel testo La storia di Cologno che indica 
(Giacomo Drago, Luigi Chiodi)
Ancora le Memorie storiche di Clusone e della valle superiore nominerebbero un Giovannino Alessandri fu Alessandro Alessandri nominato procuratore dal vescovo Cipriano di Bergamo. Forse la testimonianza più antica è la più corrispondente.

La nomina a presule non fu immediata per il Cipriani, infatti, già dopo dieci giorni dalla morte di Giovanni da Scanzo, i canonici si riunirono ed elessero  Guglielmo de' Longhi, ma questi trovandosi ad Avignone presso la sede papale, non accettò subito l'incarico e poco tempo dopo morì. Fu quindi nominato il Cipriani che era già canonico della cattedrale di San Vincenzo. Il nuovo vescovo di Bergamo fu eletto dai canonici della cattedrale con la conferma del papa.
(Lorenzo Dentella-I Vescovi di Bergamo)
I suoi atti quotidiani furono raccolti dal cancelliere Bartolomeo de Osa. La lettura di questi testi ci presenta un vescovo molto amato e molto attivo, sicuramente a lui si deve la costruzione del Battistero, anticamente posizionato nella chiesa di Santa Maria Maggiore, realizzato da Giovanni da Campione, così come sua fu la commissione della monumentale tomba di Guglielmo Longhi. Acconsentì alla costruzione della chiesa di santa Lucia e annesso monastero.
Sarà suo il privilegio del 14 ottobre 1336 che autorizzò la Regola della compagnia dei disciplini, concedendo anche l'indulgenza a chi ne avesse sostenuto le necessità primarie.
Al Cipriano si deve l'unificazione in un'unica compagnia le numerose congregazione dei disciplinati flaggellanti presenti nella città orobica nel 1336.
Incerta è la sua data di morte.